# Fairfieldite
La fairfieldite è un minerale appartenente al supergruppo della kröhnkite.